# Thesium decaryanum
Thesium decaryanum är en sandelträdsväxtart som beskrevs av Cavaco & Keraudr.. Thesium decaryanum ingår i släktet spindelörter, och familjen sandelträdsväxter. Inga underarter finns listade i Catalogue of Life.